# 学習院中・高等科
学習院中・高等科（がくしゅういんちゅう・こうとうか）は、東京都豊島区目白に所在し、中高一貫教育を提供する私立男子校中学校・高等学校。

## 概要
1877年（明治10年）、主として華族子弟のための学校として開校された。1947年（昭和22年）に宮内省（現：宮内庁）の管轄を離れ、私立学校となる。財団法人学習院を経て、1951年（昭和26年）に学校法人学習院となり、現在に至る。
なお、現在の学習院中等科・高等科は旧制学習院中等科の系譜を継ぐ教育機関である。学制改革以前にも同名の旧制学習院高等科という教育機関が存在したが、旧制高等科は学習院大学に改組されており、旧制と新制の学習院高等科は別の教育機関である。旧制中等科は中等教育課程を、旧制高等科は高等教育課程をそれぞれ担っていたのに対し、新制中等科は前期中等教育を、新制高等科は後期中等教育をそれぞれ実施する。

## 特色
敷地面積は大学と合わせて約18万㎡(東京ドーム4.4個分)と都内では有数の広さを誇る。校地の中は緑豊かな自然に囲まれた教育環境である。学習院全体の大きな教育目標である「ひろい視野」「たくましい創造力」「ゆたかな感受性」の実現を目指し、中等科・高等科とで中高一貫教育を行っている。1997年（平成9年）度までは中等科は4クラス編成、高等科は5クラス編成であったが、完全中高一貫校を目指して、1998年（平成10年）度からは中等科も高等科と同様に学年進行方式により1学年5クラスにするとともに、2000年（平成12年）度以降は高等科からの生徒募集を10名程度に抑え、現在では準完全中高一貫校化している。
ただし、校則の厳しい初等科や中等科に比べ、高等科は義務教育の修業年限を終えた者たちの集まりの場と位置づけられており、個性や可能性の芽を存分に発揮できる環境を実現するため、学生の行動については本人の自己責任を重んじる方針が採られている。中等科と高等科は同じ建物であるがほとんど交流はない。

## 制服
- 紺のホック留め蛇腹海軍型学生服。1872年、海軍士官型の服装がモデルとなり、日本で学生の制服を定めたのが学習院が最初。現在では学帽は自由化されている。
  - 中等科の袖章は蛇腹1つ
  - 高等科の袖章は親子蛇腹

## 沿革
- 1877年（明治10年） - 華族学校学則制定。神田錦町にて華族学校の開業式を挙行し、天皇皇后親臨、校名を｢学習院｣との勅諭・令旨を賜わり、あらためて「学習院」の勅額を下賜される。
- 1884年（明治17年） - 宮内省所轄の官立学校となる。
- 1888年（明治21年） - 学習院は麹町区三年町（虎ノ門）の旧工部大学校跡に移転する。
- 1890年（明治23年） - 四谷区四谷尾張町（現：初等科所在地）に移転する。
- 1908年（明治41年） - 東京府北豊島郡高田村（目白）に移転する。
- 1919年（大正08年） - 学習院の初等学科・中等学科・高等学科を初等科・中等科・高等科に改める。
- 1945年（昭和20年） - 終戦後、学習院・女子学習院に関する官制廃止される。
- 1947年（昭和22年） - 学制改革により、財団法人学習院による新しい経営が始まり、学習院は一体として私立学校となる。新制学習院中等科が発足（1949 - 1957年まで戸山町の学習院女子敷地に置かれた[2]）。
- 1948年（昭和23年） - 新制学習院高等科を開設する。
- 1951年（昭和26年） - 学校法人学習院となる。

## 年間行事
4月
- 入学式
- 始業式
- クラブ紹介
- ホームルーム
- ガイダンス
- 健康診断
- オール学習院の集い

5月
- 中間考査
- 教育実習

6月
- 対筑波大附属高等学校定期競技大会

1896年（明治29年）より行われている学習院高等科、学習院女子高等科、筑波大学附属高等学校の運動部を中心とした総合定期戦。運動部に所属していない生徒も、一般種目に参加することができる。学習院では「附属戦」、筑附では「院戦」の名で親しまれている。
- 観劇
- 鳳櫻祭実行委員長選挙

7月
- 期末考査
- ボート大会（高等科のみ）

埼玉県戸田市にある、戸田漕艇場で1・2年生の全員が漕艇競技を行う。
- 特別講義
- 終業式

9月
- 始業式
- 3年第1回実力考査
- 過去は八幡平移動教室として岩手県松尾村の学習院八幡平校舎に宿泊して岩手山に登山していた。しかし、松尾校舎の老朽化もあり2005年に中止。

10月
- 院内大会
- 学校説明会
- 中間考査
- 2年生沖縄研修旅行

11月
- 鳳櫻祭（文化祭）
- 次年度選択説明会
- 総務委員長選挙

12月
- 期末考査
- 3年柔道納会

講道館において3年生のクラス対抗で行われる柔道大会。
- 終業式

1月
- 始業式
- 3年第2回実力考査

2月
- 3年期末考査
- 中等科入試・高等科入試
- マラソン大会
- 大学推薦入学内定

3月
- 期末考査
- 1年スキー教室
- 終業式
- 卒業式

## 部活動

### 運動部
中等科・高等科共通
| - 剣道部 - 硬式野球部（中等科は野球部） - サッカー部 - 柔道部 | - 水泳部 - 卓球部 - テニス部（中等科は硬式庭球部） - バスケットボール部 | - バレーボール部 - ラグビー部 - 陸上競技部 |

高等科のみ
- アーチェリー部
- ゴルフ部
- 山岳部
- スキー部
- 漕艇部
- 馬術部
- ホッケー部

中等科のみ
- 古武道部

### 文化部
- 演劇部
- 吹奏楽部（高等科）
- コーラス部（高等科のみ）
- 物理・化学部｛高等科は化学部｝
- 史学部{中等科は歴史研究部}
- 写真部
- 生物部（2019年に中等科の同好会から昇格）
- 地学部
- 美術部
- 文芸部（高等科のみ）
- 音楽部（中等科）
- 鉄道研究部（中等科）
- 囲碁将棋部（中等科）

### 同好会
- アマチュア無線
- 囲碁将棋（高等科）
- 社問研究（高等科のみ）
- 書道研究（高等科のみ）
- 地理研究（高等科のみ）
- 鉄道研究（高等科）
- フォークソング（高等科のみ）
- 空手（高等科のみ）
- 釣（中等科のみ）
- 弦楽同好会
- 航空同好会（中等科のみ）

### 中等科の認可団体
- English Club

## 進路

### 高等科への内部進学
中等科から高等科へは約90%が推薦で進学する。中等科3年時までの学業成績のほか、操行、出席日数が重視される。成績会議で定められた席次により基準を満たすことができなければ、高等科非推薦となる。

### 学習院大学への内部進学

#### 進学基準
高等科での学業成績、実力試験、学科が指定する教科目の成績、出席や態度を加味する。
成績については、3年次の学業成績の平均点が60点以上で、50点に満たない教科目が3年次2教科目以内であり、実力試験において平均40点以上であることが基準である。
2年次までの学業成績は、平均点が一定の点数を切る場合に限り、借点として3年次の学業成績の平均点から減算されるが、基本的に影響はない。
また、3年次の学業成績の平均点と実力試験の平均点の和が120点以上あれば、ほぼ確実に希望の学科に進学できる。
出席や態度・素行（懲戒を受けるなどの非行）によっては上記の点数に関係なく、推薦を受けられないことがある。

#### 実力試験
学習院大学に進学を希望する者は全員、受験しなければならない。（他大学に進学を希望する者も、9月の試験は受験する）
3年次の9月と1月の2回、行われる。1回目は高等科・女子高等科それぞれ単独で、2回目は女子高等科と共通の試験を受験する。
実力試験における平均40点の要件は2回とも満たす必要はなく、つまり、2回分を合算して80点であればよい。

### 他大学への外部進学
11月下旬に学習院大学推薦辞退届を提出するが、後から内部進学を選択することはできない。しかし、近年普及してきているAO入試のうち、合否が11月下旬までに判明するものについては、たとえ不合格であったとしても内部進学を選択することができることになった。

#### 進学状況
学習院高等科から学習院大学への進学はおよそ6割程度が希望している。各学科には定員があるが、大部分の生徒は希望する学科への進学ができている。法学部、経済学部に進学する者が多数である。外部進学に対する支援体制は整っていない。

## 入試
- 中等科の入試は一般入試は2回実施される。2022年では第1回の募集定員が男子75名、第2回の募集定員が男子50名で、それぞれ、国語、算数、社会、理科の4教科で合否判定される。また、帰国子弟入試も実施しており、約15名を募集している。詳細は募集要項を参照。
- 高等科の入試では、募集定員が男子約20名で、国語、数学、英語、面接で合否判定される。

## 交通アクセス
- JR目白駅から徒歩3分
- 東京メトロ副都心線 雑司が谷駅から徒歩7分

## 著名な出身者

### 皇室関係

#### 皇室
- 大正天皇
- 三笠宮崇仁親王
- 明仁
- 常陸宮正仁親王
- 徳仁
- 秋篠宮文仁親王
- 寬仁親王
- 高円宮憲仁親王

#### 旧宮家
- 久邇宮邦彦王 / 旧制中等科中退、京都府中学および学習院を経て成城学校へ転校
- 梨本宮守正王 / 旧制中等科出身
- 竹田宮恒久王 / 旧制中等科出身
- 有栖川宮家栽仁王 / 旧制中等科出身
- 北白川宮成久王 - 陸軍大佐 / 旧制中等科出身
- 小松輝久 - 海軍中将、戦前臣籍降下 / 旧制中等科卒
- 久邇宮朝融王 - 海軍中将 / 旧制中等科卒
- 朝香宮鳩彦王 - 陸軍大将 / 旧制中等科出身
- 音羽正彦 - 海軍少佐、戦前臣籍降下、戦死 / 旧制中等科卒
- 山階宮武彦王 / 旧制中等科出身
- 山階芳麿 - 山階鳥類研究所創設者、戦前臣籍降下 / 旧制中等科出身
- 東久邇宮稔彦王 - 内閣総理大臣 / 旧制中等科出身
- 伏見宮家博義王 - 海軍大佐 / 旧制中等科中退、府立四中へ転校
- 久邇邦久 - 陸軍大尉、戦前臣籍降下 / 旧制中等科中退、府立一中へ転校
- 華頂宮博忠王 / 旧制中等科出身
- 秩父宮雍仁親王 / 旧制中等科出身
- 高松宮宣仁親王 / 旧制中等科出身
- 竹田恒徳 / 旧制中等科出身
- 伏見博英 - 戦前臣籍降下 / 旧制中等科出身
- 賀陽治憲 - 外交官、学習院桜友会5代目会長 / 旧制中等科出身
- 久邇邦昭 / 旧制中等科卒
- 北白川道久 - 霞会館理事 / 新制高等科卒
- 桂宮宜仁親王 - 三笠宮崇仁親王二男 / 新制高等科卒

### 一般
- 近衛文麿 - 第34・38-39代内閣総理大臣、近衛家30代目当主 / 旧制中等科卒
- 近衛秀麿 - 作曲家 / 旧制中等科卒
- 徳川家正 - 外交官、最後の貴族院議長、徳川宗家17代目当主 / 旧制中等科卒
- 徳川義寛 - 侍従長 / 旧制中等科卒
- 入江相政 - 侍従長 / 旧制中等科卒
- 渡辺允 - 侍従長 / 新制中等科卒・都立日比谷高へ
- 甘露寺受長 - 侍従次長 / 旧制中等科卒
- 松平恒雄 - 宮内大臣 / 旧制中等科卒
- 木戸幸一 - 内大臣 / 旧制中等科卒
- 有馬頼寧 / 旧制中等科卒
- 岡部長景 / 旧制中等科卒
- 織田信恒 / 旧制中等科卒
- 原田熊雄 / 旧制中等科卒
- 西園寺八郎 / 旧制中等科卒
- 石橋思案 - 作家 / 旧制中等科卒
- 志賀直哉 - 作家 / 旧制中等科卒
- 有島武郎 - 作家 / 旧制中等科卒
- 里見弴 - 作家 / 旧制中等科卒
- 三島由紀夫 - 作家 / 旧制中等科卒
- 武者小路実篤 - 作家 / 旧制中等科卒
- 正親町公和 - 文学者 / 旧制中等科卒
- 蜂須賀正氏 - 鳥類学者 / 旧制中等科卒
- 柳宗悦 - 工芸家、美術評論家 / 旧制中等科卒
- 土方久功 - 彫刻家 / 旧制中等科卒
- 土方与志 - 演出家。師事する小山内薫と築地小劇場結成 / 旧制中等科卒
- 三島通陽 - 劇作家、演劇評論家 / 旧制中等科卒
- 大久保利謙 - 日本史学者 / 旧制中等科卒
- 坊城俊民 - 国文学者、教育者 / 旧制中等科卒
- 瀬川昌治 - 映画監督 / 旧制中等科卒
- 武者小路公秀 - 政治学者 / 旧制中等科卒
- 小田村寅二郎 - 国体主義・保守思想家、小田村事件 / 旧制中等科中退・旧制府立一中へ
- 山縣三郎 - 台湾総督府内務局長、栃木県知事。内務官僚 / 旧制中等科卒
- 石渡荘太郎 - 大蔵次官、内閣書記官長、宮内・大蔵各大臣 / 旧制中等科卒
- 仙石政敬 - 賞勲局総裁、宗秩寮総裁、諸陵頭。宮内官僚 / 旧制中等科卒
- 堀田正昭 - 外務省欧米局長、駐伊大使、ジュネーブ海軍軍縮会議全権委員随員 / 旧制中等科卒
- 東久世秀雄 - 内匠頭、農商務官僚 / 旧制中等科卒
- 松田正之 - 南洋庁長官、逓信官僚 / 旧制中等科卒
- 兒玉友雄 - 陸軍中将 / 旧制中等科卒
- 滋野清武 - 第一次世界大戦期のフランス外人部隊フランス陸軍航空隊の撃墜王の一人 / 旧制中等科中退
- 谷田勇 - 陸軍中将、第8方面軍通信隊司令官（ラバウル）、陸軍技術本部第2部長 / 旧制中等科卒
- 住山徳太郎 - 海軍中将 / 旧制中等科卒
- 醍醐忠重 - 海軍中将 / 旧制中等科出身
- 上野正雄 - 海軍少将 / 旧制中等科出身
- 二荒芳之 - 園芸家 / 旧制中等科中退
- 南郷茂章 - 海軍少佐。日華事変のヒーロー、1938年7月戦死 / 旧制中等科卒
- 東郷実 - 海軍少佐 / 旧制中等科卒
- 大河内正敏 - 理化学研究所長、東京物理学校長 / 旧制中等科卒
- 高木八尺 - 東京大学名誉教授 / 旧制中等科卒
- 横田正俊 - 最高裁判所長官 / 旧制中等科卒
- 犬養健 - 法相、造船疑獄で指揮権発動 / 旧制中等科卒
- 西郷吉之助 - 法相、手形乱発事件 / 旧制中等科卒
- 田中銀之助 - 実業家、日本ラグビーの草分けの一人 / 旧制中等科卒
- 渡辺仁 - 建築家 / 旧制中等科卒
- 肥田金一郎 - 実業家 / 旧制中等科卒
- 五島昇 - 東京急行電鉄社長、日商会頭 / 旧制中等科卒
- 永山武臣 - 松竹社長 / 旧制中等科卒
- 弘世現 - 日本生命保険社長 / 旧制中等科卒
- 島津忠重 - 島津宗家30代目当主、海軍少将 / 旧制中等科卒
- 島津修久 - 同上32代目当主、実業家 / 新制高等科卒
- 近衛忠煇 - 近衞家32代目当主、日本赤十字社社長 / 新制高等科卒
- 細川護煕 - 第79代内閣総理大臣、肥後細川家18代目当主 / 栄光学園中を経て新制高等科卒
- 安西邦夫 -  東京ガス会長 / 新制高等科卒
- 麻生太郎 - 第92代内閣総理大臣 / 新制高等科卒
- 亀井久興 - 衆議院議員 / 新制高等科卒
- 波多野敬雄 - 元国連大使、第25代学習院長 / 新制高等科卒
- 松浦晃一郎 - ユネスコ第八代事務局長、駐仏大使 / 新制中等科卒・都立日比谷高へ
- 東郷和彦 - 駐蘭大使 / 新制中等科卒・都立日比谷高へ
- 黒田慶樹 - 東京都庁職員 / 新制高等科卒
- 楠見孝 - 京都大学教育学部長・教授、心理学者 / 新制高等科卒
- 関根友彦 - ヨーク大学教授、経済学者 / 新制高等科卒
- 巽孝之 - 慶應義塾大学名誉教授、慶應義塾ニューヨーク学院長、米文学者、SF評論家 / 新制高等科卒
- 林秀彦 - 評論家 / 新制高等科卒
- 舟崎克彦 - 児童文学作家・作家 / 新制高等科卒
- 藤島泰輔 - 小説家 / 新制高等科卒
- 能見善久 - 学習院大学教授、民法学者 / 新制高等科卒
- 蓮實重彦 - 元東京大学総長、映画評論家  / 新制高等科卒
- 角野卓造 - 俳優 / 千代田区麹町中学を経て新制高等科卒
- 鮎貝健 - 俳優・ディスクジョッキー / 新制高等科卒
- 四代目鈴木三郎助 - 味の素会長
- 長門正貢 - 日本郵政社長、シティバンク銀行会長 / 新制高等科卒
- 伊藤順朗 - セブン&アイ・ホールディングス会長 / 新制高等科卒
- 上野照博 - ゾフ創業者・会長
- 千聖 - ロックバンドPENICILLIN・ギタリスト / 新制高等科卒
- 萩谷順 - 法政大学教授、元朝日新聞論説委員 / 新制高等科卒
- 森下知哉 - フジテレビアナウンサー / 新制高等科卒
- 永山耕三 - フジテレビプロデューサー / 新制高等科卒[要出典]
- 柴田光太郎 - 元中・高等科英語教諭、俳優・タレント / 新制高等科卒
- 日向敏文 - 作曲家 / 新制高等科卒
- 小野塚康之 - NHKアナウンサー / 新制高等科卒
- 太田雅英 - NHKアナウンサー / 新制高等科卒
- 谷田邦彦 - オセロ最年少世界チャンピオン、機長 / 新制高等科卒
- 九条道弘 - 九条家34代目当主、平安神宮宮司 / 新制高等科卒
- 鷹司尚武 - 鷹司家28代目当主、伊勢神宮大宮司、実業家 / 新制高等科卒
- 徳川恒孝 - 徳川宗家18代目当主・德川記念財団理事長 / 新制高等科卒
- 徳川家広 - 同上19代目当主、経済評論家、翻訳家 / 新制高等科卒
- 徳川頼倫 - 紀州徳川家15代目当主 / 旧制中等学科中退
- 徳川義宣 - 尾張徳川家21代目当主・徳川黎明会元会長 / 新制高等科卒
- 徳川義崇 - 同上22代目当主・徳川黎明会会長、プログラマ / 新制高等科卒
- 徳川慶光 - 徳川慶喜家3代目当主 / 旧制中等科卒
- 尚昌 - 尚家21代目当主、宮内庁式部官 / 旧制中等科卒
- 鍋島直泰 - 鍋島宗家19代目当主、宮内庁式部官、アマチュアゴルファー / 旧制中等科卒
- 鍋島直紹 - 鹿島藩鍋島家14代目当主、科学技術庁長官、佐賀県知事 / 旧制中等科卒
- 鳥尾敬孝 - 実業家 / 新制高等科卒
- 實吉達郎 - 動物学者 / 旧制中等科卒
- 青木淳一 - 動物学・土壌学者 / 新制高等科卒
- 古河潤之助 - 実業家 / 新制高等科卒
- 柳井俊二 - 外務事務次官、駐米大使、中央大学法学部教授、ITLOS判事 / 新制高等科卒
- 一條實昭 - 一条家28代目当主、弁護士、アンダーソン・毛利・友常法律事務所パートナー / 新制高等科卒
- 池田隆政 - 岡山池田家16代目当主、実業家 / 新制高等科卒
- 酒井忠輝 - 雅楽頭酒井家24代目、実業家、馬術選手 / 新制高等科卒
- 李玖 - 全州李氏当主、李垠・李方子夫妻の子 / 新制高等科卒
- 福田一雄 - 指揮者・作曲家 / 新制高等科卒
- 岩城宏之 - 指揮者 / 旧都立一中志望も旧制編入から新制高等科卒
- 堀内光一郎 - 実業家、富士急行社長 / 新制中等科卒・慶應義塾高へ
- 小渕恵三 - 第84代内閣総理大臣 / 新制中等科卒・都立北高へ
- 鳩山由紀夫 - 第93代内閣総理大臣 / 新制中等科卒・都立小石川高へ
- 鳩山邦夫 - 政治家 / 新制中等科卒・筑波大附高へ
- 都倉俊一 - 作曲家、文化庁長官、日本音楽著作権協会会長 / 新制高等科卒
- 竹内良一 - 俳優 / 旧制中等科卒
- 服部幸應 - 実業家、料理人 / 新制高等科卒
- 鳩山紀一郎 - 政治家 / 新制中等科卒・筑波大附駒場高へ
- 北条浩 - 創価学会元会長 / 旧制中等科卒
- 橋口収 - 大蔵省主計局長、国土事務次官 / 旧制中等科卒
- 土田正顕 - 国税庁元長官 / 新制中等科卒・都立小石川高へ
- 林宗治 - ソフトクリエイトホールディングス社長、コンピューターシステム販売店協会会長
- 小笠原章二郎 - 俳優 / 旧制中等科卒
- 千家紀彦 - トップ屋、ジャーナリスト / 旧制中等科中退
- 吉川秀樹 - 東海ラジオアナウンサー / 新制高等科卒
- 吉川将司 / 新制高等科卒
- 田村幸士 - 俳優 / 新制高等科卒
- 田英夫 - 参議院議員 / 旧制中等科卒
- 五世野村万之丞 -和泉流狂言師、野村万蔵家八代目当主、本名・耕介/新制高等科卒
- 九世野村万蔵 - 和泉流狂言師、野村万蔵家九代目当主、本名・良介 / 新制高等科卒
- 山木翔遥 - テレビ朝日アナウンサー / 新制高等科卒
- 小笠原明峰 - 映画監督、脚本家、実業家 / 旧制中等科卒
- 江見翔太 - ラグビー選手
- 荻田直弥 - ラグビー選手
- 島崎晃 - カーディガン町議会議員
- 竜田理史 - NHKアナウンサー / 新制高等科卒
- 六世野村万之丞 - 和泉流狂言師、野村万蔵家、本名・虎之介/ 新制高等科卒
- 蟻川恒正 - 法律学者、元東京大学教授 / 新制高等科卒
- 小林政広 - 映画監督、脚本家 / 新制高等科卒
- 古屋毅彦 - 松屋社長 / 新制高等科卒
- 松崎泰弘 - ジャーナリスト、大正大学教授 / 新制高等科卒